# Céret
Céret (catalană Ceret) este un oraș în Franța, sub-prefectură a departamentului Pyrénées-Orientales, în regiunea Languedoc-Roussillon. 

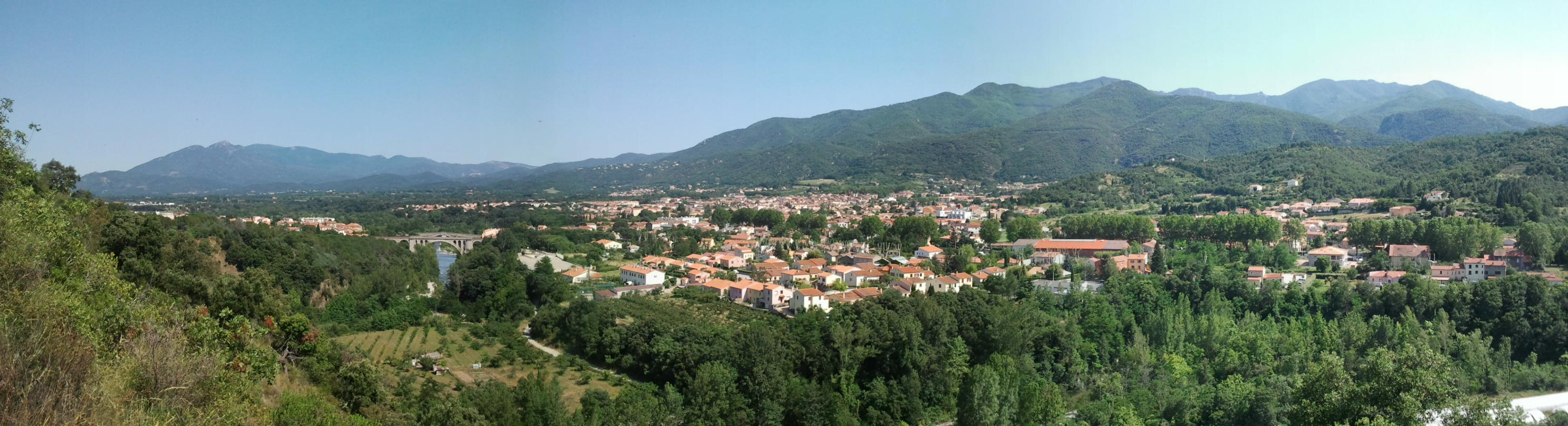
Céret

1. ↑  , 3 iulie 2020 https://www.lindependant.fr/2020/07/03/michel-coste-officiellement-installe-dans-ses-fonctions-de-maire-8963116.php Lipsește sau este vid: |title= (ajutor)
2. ↑  répertoire géographique des communes, accesat în 26 octombrie 2015
3. ↑  dataset of postal codes in France, 1 octombrie 2018